# Lipsothrix nervosa
Lipsothrix nervosa là một loài ruồi trong họ Limoniidae. Chúng phân bố ở miền Cổ bắc.